# Амес
Амес (шп. Ames) град је у Шпанији у аутономној заједници Галисија у покрајини Коруња. Према процени из 2017. у граду је живело 30 544 становника.

## Становништво
Према процени, у граду је 2017. живело 30 544 становника.
| 2017.  |
| ------ |
| 30.544 |